# Налбандова, Сание
Сание Налбандова (крымскотат. Sanine Nalbandova; 1 ноября 1918, Капсихор, Крымское краевое правительство — 10 июня 2014, Республика Крым, Российская Федерация) — крымскотатарская актриса. Играла в Крымскотатарском академическом музыкально-драматическом театре с 30-х годов до 1941 года.

## Биография
Родилась 1 ноября 1918 года в селе Капсихор близ Судака в семье Сафие и Мемета Налбандовых, была вторым из шести детей в семье. Среди её сестер, Сакине Налбандова, в будущем станет исполнительницей народных песен. 
Из-за голода в Крыму в начале 1920-х годов, вызванного гражданской войной, семья была вынуждена ненадолго эмигрировать в Стамбул и вернуться лишь к середине 1920-х. В это время проводились антирелигиозная кампания, и дед Сание, который был имамом, был выслан в Сибирь, где и погиб. 
Несмотря на это, она успешно заканчивает сельскую школу, после чего отправляется в Керчь, где совмещало своё дальнейшее образование и работу на одной из фабрик. По предложению своей старшей сестры и ее мужа поступает в театрально-музыкальный техникум. Затем она устраивается на работу в Крымскотатарский академический музыкально-драматический театр, где тогда работали известные артисты Сара Байкина, Сервер Джетере, Майнур Ишниязова, Билял Париков и многие другие. Там она прославилась благодаря роли Алие в спектакле «Алие бану» и Лейлы в «Насреддин ходже».
5 апреля 1938 года вышла замуж за Усейна Асанова, врача, который посещал каждый ее спектакль. В этот период начались массовые преследования крымских татар, в том числе родственников певицы: муж сестры, композитор Асан Рефатов, был обвинен в крымскотатарском национализме, а затем расстрелян. Спустя год Усейн был направлен на Дальний Восток, оставив Сание беременной. Родив в конце года дочь Зарему, вернулась к актерской деятельности.
В марте 1941 года уехала к мужу на Дальний Восток. Спустя 3 месяца началась Великая Отечественная война, и Сание пришлось совмещать профессию медсестры и актрисы, иногда устраивая спектакли в госпиталях для раненных. 
По окончании войны родила ещё одного ребенка, сына Руслана. Вместе со своим мужем путешествовала по всему СССР, при этом практически не занимаясь актерской деятельностью.
Скончалась 10 июня 2014 года в возрасте 95 лет.